# Préfaces et Dédicaces
Préfaces et Dédicaces est, comme son nom l'indique, un recueil de préfaces et d'autres textes écrits par Louis-Ferdinand Céline au cours de sa vie.
Il comporte, outre l’avant-propos d'Henri Godard, les préfaces de Scandale aux abysses et de Livre de quelques-uns de Robert Poulet. Suivent ensuite les dédicaces à Christine Brami et son mari, Serge Perrault, Marie Canavaggia, Ole Vinding, André Pulicani, Pierre Duverger. Sont incorporés en outre les brouillons de dédicaces à Helga Pedersen, son avocat Mikkelsen, Raoul Nordling, Knud Otterström, Hartvig Frisch, et François Mauriac.
L'ouvrage se conclut par un dossier sur les préfaces successives écrites par l’écrivain pour le Voyage au bout de la nuit.